# Dicoryne conferta
Dicoryne conferta is een hydroïdpoliep uit de familie Bougainvilliidae. De poliep komt uit het geslacht Dicoryne. Dicoryne conferta werd in 1856 voor het eerst wetenschappelijk beschreven door Alder. 